# العقران (نهم)

تعديل مصدري - تعديل

العقران هي إحدى قرى عزلة الحنشات بمديرية نهم التابعة لمحافظة صنعاء، بلغ تعداد سكانها 517 نسمة حسب تعداد اليمن لعام 2004.